# Артеменко Микола Михайлович
Мико́ла Миха́йлович Арте́менко (* 13 січня 1926, Городище — † 1 червня 1991) — народний депутат України 1-го скликання, вчений-агроном, доктор економічних наук, професор, дійсний член Української Академії аграрних наук.

## Біографія
Народився 13 січня 1926 року в місті Городищі Шевченківської округи (тепер Городищенський район Черкаської області), в українській селянській родині. До початку Другої Світової Війни він встиг закінчити сім шкільних класів. За часів нацистської окупації Миколу Артеменка двічі вивозили на роботи до Німецької Держави, але кожен раз йому вдавалося втікати та переховуватися. У 1944 році він почав строкову службу в лавах Червоної Армії. Пройшовши війну бійцем-мінометником 90 СП та 95 СД Першого Білоруського фронту. Закінчив її інвалідом II групи.
З 1945 до 1948 року навчався в Бобрицькому сільськогосподарському технікуму. Після його закінчення упродовж двох років працював агрономом колгоспу імені В. Молотова у селі Петропавлівка. Наступні два роки був агрономом-землевпорядником та агрономом-каучуківником Городищенського районного управління сільського господарства та заготпункту «Головросткаучук». Потім він протягом одного року займав посаду вчителя біології Набоківської 7-річної школи. Залишивши й цю роботу до 1956 року працював агрономом колгоспу «Жовтень» у селі Калинівка. Після цього перейшов до в'язівського колгоспу «Радянська Україна», головою правління якого й став.
З 1963 року Микола Артеменко обіймав посаду начальника Корсунь-Шевченківського виробничого колгоспно-радгоспного управління Черкаської області. Пропрацювавши на останній посаді три роки, він став директором Мліївської науково-дослідної станції садівників АН УРСР імені Л. П. Симиренка. У 1987 році зайняв посаду генерального директора науково-виробничого об'єднання «Сад» та директора Мліївського науково-дослідного інституту садівників АН УРСР імені Л. П. Симиренка. Паралельно з цим займався і політичною діяльністю. 1950 року вступив до лав КПУ, потім працював секретарем первинної організації ЛКСМУ, був членом районних комітетів ЛКСМУ і КПУ, депутатом районної та обласної рад, членом координаційно-методологічної ради Всесоюзного науково-дослідного інституту садівників, членом Центрального управління Українського товариства дружби і культурних зв'язків із зарубіжними країнами, членом Президії Черкаської області товариства охорони природи та головою Городищенського районного Комітету польсько-радянської дружби.
Напередодні виборів до Верховної ради УРСР в березні 1990 року трудовий колектив Мліївського науково-дослідного інституту садівників АН УРСР імені Л. П. Симиренка висунув Миколу Артеменка кандидатом на посаду Народного депутата України від Шполянського виборчого округу № 429. У другому турі, який відбувся 18 березня, Микола Артеменко набрав 58,27 % голосів виборців і отримав таким чином депутатський мандат, який він обіймав до своєї смерті.
15 травня 1990 року був обраний до складу тимчасової Президії Верховної Ради УРСР, яка до 7 червня керувала парламентською роботою. 23 липня 1990 року Микола Артеменко брав участь у виборах Голови Верховної Ради УРСР, посів четверте місце (9 голосів «за» та 397 «проти»).
Помер 1 червня 1991 року в місті Городищі.

## Нагороди
Нагороджений орденами Вітчизняної Війни І ступеня, Жовтневої Революції, двома орденами Трудового Червоного Прапора, двома орденами «Знак Пошани», 15-ма медалями, у 1982 році був лауреатом премії ім. Л. П. Симиренка та Державної премії УРСР, йому було присвоєно почесне звання «Заслужений агроном УРСР».